# Lumezzane
Lumezzane là một thành phố thuộc tỉnh Brescia trong vùng de Lombardia. Thành phố này có diện tích 31  km², dân số thời điểm 31 tháng 12 năm 2004 là 752 người.
Đô thị này có các làng sau: Faidana, Fontana, Gazzolo, Gombaiolo, Mezzaluna, Piatucco, Pieve, Premiano, Renzo, San Sebastiano, Sant'Apollonio, Termine, Valle.
Đô thị này giáp với các đô thị sau: Agnosine, Bione, Caino, Casto, Concesio, Marcheno, Nave, Sarezzo, Villa Carcina.